# Imber
Imber – była wieś w Anglii, w hrabstwie Wiltshire, w civil parish Heytesbury. Leży 26 km na północny zachód od miasta Salisbury i 138 km na zachód od Londynu. Mieszkańcy zostali ewakuowani w 1943 roku; wieś obecnie stanowi część poligonu wojskowego Salisbury Plain. Mieszkańców zapewniono, że będą mogli wrócić do wsi po zakończeniu II wojny światowej, jednak w związku z rozpoczęciem zimnej wojny spowodowały, że wojsko nie opuściło Imber. W latach 1960. i 1970. mieszkańcy podejmowali próby odzyskania nieruchomości, jednak ostatecznie wieś pozostała w rękach armii. Jedynym budynkiem, który nie został porzucony, jest zabytkowy kościół z XII wieku, który pozostał w zarządzie diecezji Salisbury. Byli mieszkańcy lub ich potomkowie mają wstęp do wsi kilka razy w roku, by utrzymywać cmentarz, na którym wciąż odbywają się pochówki. W 1961 roku civil parish liczyła 0 mieszkańców. Imber jest wspomniana w Domesday Book (1086) jako Imemerie.